# Omaweneno
Omaweneno is een dorp in het district Kgalagadi in Botswana. De plaats telt 917 inwoners (2011).